# Phiaris predotai
Phiaris predotai is een vlinder uit de familie bladrollers (Tortricidae). De wetenschappelijke naam is voor het eerst geldig gepubliceerd in 1938 door Hartig.
De soort komt voor in Europa.